# プログレスM-51
プログレスM-51はロシア連邦宇宙局が国際宇宙ステーション (ISS) の補給のために打ち上げたプログレス補給船。NASAではProgress 16、16Pなどとも称する。プログレス-M (11F615A55) 型で、シリアル番号は351番であった。

## 運用
プログレスM-51は2004年12月23日22時19分34秒(GMT)にバイコヌール宇宙基地1/5発射台からソユーズ-Uで打ち上げられた。2日後の12月25日23時57分45秒(GMT)にISSのズヴェズダモジュールAftポートにドッキングした。
2ヶ月間ドッキングを続けた後、プログレスM-52の到着に備えて2005年2月27日16時6分30秒(GMT)にドッキングを解除した。ドッキング解除後、軌道を離脱するまでの間、M-51は一連の試験に使われた。2005年3月9日16時17分0秒(GMT)ごろ軌道を離脱、太平洋上の大気圏で燃焼し、燃え残りは17時3分11秒(GMT)ごろ海に落下した。

## 搭載貨物
プログレスM-51はISSのための補給品として搭乗員のための、食料、水、酸素や科学研究用の装置類が搭載されていた。

## 註
1. 1 2  McDowell, Jonathan. “Launch Log”.   Jonathan's Space Page. 2009年6月6日閲覧。
2. 1 2 3 4  Anikeev, Alexander. “Cargo spacecraft "Progress M-51"”.   Manned Astronautics - Figures & Facts. 2007年10月10日時点のオリジナルよりアーカイブ。2009年6月6日閲覧。
3. ↑  Wade, Mark. “Progress M”.   Encyclopedia Astronautica. 2016年7月11日閲覧。
4. ↑  Zak, Anatoly. “Progress cargo ship”.   RussianSpaceWeb. 2009年6月6日閲覧。
5. ↑  McDowell, Jonathan. “Satellite Catalog”.   Jonathan's Space Page. 2009年6月6日閲覧。